# Juan La Porte
Juan La Porte est un boxeur portoricain né le 24 novembre 1959 à Guayama.

## Carrière
Champion des États-Unis poids plumes en 1981, il remporte le titre vacant de champion du monde WBC de la catégorie le 15 septembre 1982 après sa victoire au 10e round contre Mario Miranda.
Vainqueur ensuite de Ruben Castillo et de Johnny De La Rosa, La Porte perd son titre face à son compatriote Wilfredo Gómez le 31 mars 1984. Il met un terme à sa carrière en 1999 sur un bilan de 40 victoires et 17 défaites.